# موسى زولان
موسى زولان مواليد 11 نوفمبر 1990 في أبها، السعودية، هو لاعب كرة قدم سعودي في نادي محايل.

## مسيرة اللاعب
لعب مع نادي أبها ونادي ضمك ونادي النهضة ونادي الأخدود ونادي بيشة ونادي محايل.